# Оршанское Евангелие
Оршанское Евангелие — рукописный памятник XIII века, найденный в 1812 году в Орше среди монастырской утвари, разбросанной французами.
Создано, по всей видимости, в Полоцке. Написано на качественном пергаменте уставом второй половины XIII века. Сохранились 142 листа рукописи без начала и конца.
В Евангелии помещены две миниатюры с изображениями евангелистов Матфея и Луки, две заставки и 310 инициалов. Миниатюры отражают развитие византийского раннепалеологовского стиля в старобелорусском искусстве. Образы отличаются жизненностью характеристик, обобщенно-монументальной трактовкой форм, мажорным колоритом. Заставки и инициалы выполнены в растительно-геометрическом и тератологическом стилях, близких к стилю декора белорусских рукописей (Полоцкое Евангелие XIII века и др.).
В 1874 оршанский помещик Меленевский передал Евангелие в музей Киевской духовной академии.
Хранится в Центральной научной библиотеке Академии наук Украины: Киев. ЦНБ АНУ. ДА/П. 555. Лл. 42 об.,123 об.